# Frank Moro
Francisco Moro Rueda conhecido como Frank Moro (Holguín, 11 de janeiro de 1944 - Miami, 21 de junho de 1993) foi um ator cubano que radicou em Porto Rico e no México.

## Biografia
Nasceu em 11 de janeiro de 1944, em Holguín, pequena localidade de Cuba, mas desde pequeno migrou como exilado em Miami, onde trabalhou no teatro cubano instalado naquele lugar.
No entanto, ao ver que sus aspirações não dariam certo ali, decidiu viajar ao México para buscar fortuna dentro do cinema mexicano, apoiado pelo diretor Juan Orol, quem lhe ofereceu sua primeira oportunidade em 1966 , no filme "Antesala de la Silla eléctrica". Mais tarde vieram outros filmes, como "Mommy", "Tú", "Mi amor", "Libertad para la juventud", "Adiós New York", "Mamá Soy Paquito", "Las piernas del millón", etc.
Mas foi na televisão onde ele se consagrou como ator popular. Sua primeira novela foi Paloma, no ano de 1975. 
Em 1980 protagonizou a novela Al rojo vivo, junto com Alma Muriel e Silvia Pasquel.
Já em 1982 protagonizou a novela El amor nunca muere, junto com Christian Bach e novamente com Silvia Pasquel.  
No ano seguinte, em 1983 integrou o trio protagonista da novela Bodas de odio, junto com Miguel Palmer e Christian Bach.
Em 1986 protagonizou a novela El engaño junto a Erika Buenfil e Guillermo García Cantú. .
Em 1991 integrou o elenco da novela Atrapada. Esta foi a sua última aparição na televisão.
Também conseguiu ingressar na industria discográfica com vários discos de poesia espanhola e latino-americana, entre cujos poetas favoritos destacam: León Felipe, García Lorca e Pablo Neruda. Tempo antes da data em que ocorreu seu decesso, o ator foi a Miami e trabalhou por mais de um ano como locutor na estação "La cubanísima, no programa Una hora con Frank Moro, dentro do qual entrevistou a varias figuras do espetáculo e além disso, conduziu o noticiário "Mundo Latino" na cadeia NetWork.
No teatro realizou obras como "Carta de Amor", ao lado de Saby Kamalich, Jacqueline Andere e Lucy Gallardo, ao qual se apresentou durante mais de um ano.

## Carreira

### Telenovelas
- Atrapada (1991).... Jaime
- El engaño (1986).... Jorge Estévez
- Soltero en el aire (1984)
- Bodas de odio (1983).... José Luis Álvarez
- El amor nunca muere (1982).... Guillermo Beltrán
- Al rojo vivo (1980).... Jorge
- Conflictos de un médico (1980).... Raymundo de Anda
- Bella y Bestia (1979) .... Angus
- Yara (1979).... Mauricio
- Cartas para una víctima (1978)
- Pacto de amor (1977).... Federico
- Paloma (1975).... Raúl

### Filmes
- Lola la trailera (1991)
- Que viva el merengue y la lambada (1989)
- Justa venganza (1988)
- Maten al fugitivo (1986)
- El secuestro de Lola (1985)
- Prohibido amar en Nueva York (1984)
- Mamá, soy Paquito (1984).... Enrique Falcón
- El sexo de los pobres (1983)
- San Miguel el alto (1982)
- Las piernas del millón (1981)
- California Dancing Club (1981)
- Allá en la plaza Garibaldi (1981)
- Juventud sin freno (1979)
- Río de la muerte (1979).... Fernando
- Natas es Satán (1977).... Víctor Ramos
- Adiós Nueva York, adiós (1973)
- Mami (1971)
- Antesala de la silla eléctrica (1968)
- Un extraño en mi cama (1967)
- Tú, mi amor
- Libertad para la juventud

### Telenovelas (Porto Rico)
- El cuarto mandamiento (
- Esos hijos
- La noche del extraño
- Mujeres sin hombres
- La intrusa
- Por qué Dios me hizo quererte?
- Solamente tú

- Chao
- Una vez a la semana
- Jaque a la reina
- La zorra y las uvas
- Escenificación
- El amado amante
- Canción de cuna
- El rebelde
- La sangre de Dios
- La dama de las camelias
- El sirviente